# Poeciloterpa montana
Poeciloterpa montana är en insektsart som beskrevs av Schmidt 1927. Poeciloterpa montana ingår i släktet Poeciloterpa och familjen spottstritar. Inga underarter finns listade i Catalogue of Life.